# Oliver Grob
Oliver Grob (Cham, 5 dicembre 1996) è un pattinatore di velocità su ghiaccio svizzero.

## Biografia
Ai campionati europei di Heerenveen 2020 ha vinto la medaglia di bronzo nello sprint a squadre, gareggiando con i connazionali Christian Oberbichler e Livio Wenger.

## Palmarès
- Campionati europei

Heerenveen 2020: bronzo nello sprint a squadre;